# Aliptina acheronae
Aliptina acheronae är en snäckart som beskrevs av B.A. Marshall 1978. Aliptina acheronae ingår i släktet Aliptina och familjen Cerithiopsidae. Inga underarter finns listade i Catalogue of Life.